# Escut de Sagra
L'escut oficial de Sagra té el següent blasonament:
| « | Escut quadrilong de punta redona. En camper de gules, una torre d'or, maçonada i aclarida de sable, acoblada de dues sagetes d'argent posades en sautor. Per timbre, una corona reial oberta. | » |

## Història
Resolució del 3 de maig de 2001, del conseller de Justícia i Administracions Públiques. Publicat en el DOGV núm. 4.010, del 30 de maig de 2001.
La torre simbolitza la vila de Sagra, amb les sagetes que són l'atribut de sant Sebastià, el patró local.